# Équipe d'Angleterre de rugby à XV à la Coupe du monde 2019
L'équipe d'Angleterre de rugby à XV participe à la Coupe du monde en 2019, pour la neuvième fois en autant d'éditions. À cette occasion, le XV de la Rose atteint pour la quatrième fois la finale d'un Mondial, après 1991, 2003 et 2007, mais elle est défait en finale face à l'Afrique du Sud (12-32), après avoir déjà été battu en finale 12 ans plus tôt par le même adversaire. Les hommes d'Eddie Jones totalisent donc une finale remportée, en 2003, pour 3 perdues.

## Préparation de l'évènement

### Matchs de préparation
| No | Date             | Lieu                                           | Match                       | Score   | Compétition |
| -- | ---------------- | ---------------------------------------------- | --------------------------- | ------- | ----------- |
| 1  | 11 août 2019     | Stade de Twickenham, Londres Angleterre        | Angleterre – Pays de Galles | 33 – 19 | Test match  |
| 2  | 17 août 2019     | Principality Stadium, Cardiff Pays de Galles   | Pays de Galles – Angleterre | 13 – 6  | Test match  |
| 3  | 24 août 2019     | Stade de Twickenham, Londres Angleterre        | Angleterre – Irlande        | 57 – 15 | Test match  |
| 4  | 6 septembre 2019 | St James' Park, Newcastle upon Tyne Angleterre | Angleterre – Italie         | 37 – 0  | Test match  |

## Joueurs sélectionnés

### Liste définitive
Les joueurs cités ci-dessous ont été sélectionnés par Eddie Jones le 12 août 2019 pour la Coupe du monde de rugby à XV 2019.
(Le nombre de sélections et de points inscrits a été mis à jour le 30 septembre 2019)

#### Les avants
| Nom               | Poste           | Naissance       | Sélections (points marqués) | Club               | Année 1re sélection |
| ----------------- | --------------- | --------------- | --------------------------- | ------------------ | ------------------- |
| Luke Cowan-Dickie | Talonneur       | 20 juin 1993    | 17 (10)                     | Exeter Chiefs      | 2015                |
| Jamie George      | Talonneur       | 20 octobre 1990 | 32 (5)                      | Saracens           | 2015                |
| Jack Singleton    | Talonneur       | 14 mai 1996     | 3 (0)                       | Northampton Saints | 2008                |
| Dan Cole          | Pilier          | 9 mai 1987      | 91 (20)                     | Leicester Tigers   | 2010                |
| Ellis Genge       | Pilier          | 16 février 1995 | 12 (5)                      | Leicester Tigers   | 2016                |
| Joe Marler        | Pilier          | 7 juillet 1990  | 64 (0)                      | Harlequins         | 2012                |
| Kyle Sinckler     | Pilier          | 30 mars 1993    | 27 (0)                      | Harlequins         | 2016                |
| Mako Vunipola     | Pilier          | 14 janvier 1991 | 54 (5)                      | Saracens           | 2012                |
| Maro Itoje        | 2e ligne        | 28 octobre 1994 | 30 (5)                      | Saracens           | 2016                |
| George Kruis      | 2e ligne        | 22 février 1990 | 37 (15)                     | Saracens           | 2014                |
| Joe Launchbury    | 2e ligne        | 12 avril 1991   | 61 (25)                     | Wasps              | 2012                |
| Courtney Lawes    | 2e ligne        | 23 février 1989 | 77 (5)                      | Northampton Saints | 2009                |
| Tom Curry         | 3e ligne aile   | 15 juin 1998    | 15 (15)                     | Sale Sharks        | 2017                |
| Lewis Ludlam      | 3e ligne aile   | 8 décembre 1995 | 4 (5)                       | Northampton Saints | 2019                |
| Sam Underhill     | 3e ligne aile   | 22 juillet 1996 | 11 (0)                      | Bath               | 2017                |
| Billy Vunipola    | 3e ligne centre | 3 novembre 1992 | 47 (40)                     | Saracens           | 2013                |
| Mark Wilson       | 3e ligne centre | 6 octobre 1989  | 16 (5)                      | Newcastle Falcons  | 2017                |

#### Les arrières
| Nom                 | Poste            | Naissance         | Sélections (points marqués) | Club               | Année 1re sélection |
| ------------------- | ---------------- | ----------------- | --------------------------- | ------------------ | ------------------- |
| Willi Heinz         | Demi de mêlée    | 24 novembre 1986  | 6 (0)                       | Gloucester Rugby   | 2019                |
| Ben Youngs          | Demi de mêlée    | 5 septembre 1989  | 91 (75)                     | Leicester Tigers   | 2010                |
| Owen Farrell        | Demi d'ouverture | 24 septembre 1991 | 65 (704)                    | Saracens           | 2012                |
| George Ford         | Demi d'ouverture | 16 mars 1993      | 50 (220)                    | Leicester Tigers   | 2014                |
| Piers Francis       | 3/4 centre       | 20 juin 1990      | 9 (5)                       | Northampton Saints | 2017                |
| Jonathan Joseph     | 3/4 centre       | 21 mai 1991       | 44 (85)                     | Bath Rugby         | 2012                |
| Henry Slade         | 3/4 centre       | 19 mars 1993      | 23 (25)                     | Exeter Chiefs      | 2015                |
| Manu Tuilagi        | 3/4 centre       | 18 mai 1991       | 36 (70)                     | Leicester Tigers   | 2011                |
| Joe Cokanasiga      | 3/4 aile         | 15 novembre 1997  | 9 (35)                      | Bath               | -                   |
| Jonny May           | 3/4 aile         | 1er avril 1990    | 48 (120)                    | Leicester Tigers   | 2013                |
| Ruaridh McConnochie | 3/4 aile         | 23 octobre 1991   | 2 (5)                       | Bath Rugby         | 2014                |
| Jack Nowell         | 3/4 aile         | 11 avril 1993     | 33 (65)                     | Exeter Chiefs      | 2014                |
| Anthony Watson      | 3/4 aile         | 26 février 1994   | 38 (80)                     | Bath Rugby         | 2014                |
| Elliot Daly         | Arrière          | 8 octobre 1992    | 35 (81)                     | Wasps              | 2013                |